# Clorură de argint
 Clorură de argint este o sare de argint cu acid clorhidric (HCl). În natură, clorura de argint se găsește sub forma mineralului kerargyrit.

## Proprietăți
Clorura de argint este o pulbere albă cristalină sensibilă la lumină (devine neagră), care are punctul de topire de 455 °C, fiind  insolubilă în apă, solubil în amoniac, soluții de tiosulfați și cianuri: [Ag(NH3)2]+, [Ag(S2O3)2]3− și [Ag(CN)2]−. Insolubilitatea în apă se datorează faptului că este un precipitat alb-brânzos, a cărui aspect se poate pune în evidență prin reacția dintre azotat de argint și clorura sodică:
AgNO3 + NaCl = AgCl + NaNO3

## Utilizare
Este folosit în laborator în anumite analize gravimetrice ale argintului. Datorită sensibilității la lumină este folosit la producerea filmelor fotografice sau radiologice. Prin toxicitatea mercurului, acesta este înlocuit în laborator treptat de clorura de argint ca electrod (catod) anodul fiind acoperit cu un strat de clorură de argint:
{\displaystyle \mathrm {Oxidare:\ 2\ Ag+2\ HCl\longrightarrow 2\ AgCl+2\ H^{+}+2\ e^{-}} }
{\displaystyle \mathrm {Reducere:\ 2\ H^{+}+2\ e^{-}\ \ \longrightarrow H_{2}} }
{\displaystyle \mathrm {Total:\ 2\ Ag+2\ HCl\longrightarrow 2\ AgCl+H_{2}} }
În contrast cu halogenații de argint AgBr și AgI, clorura de argint se dizolvă în soluții de amoniac, cianuri sau sulf:
{\displaystyle \mathrm {AgCl+2\ NH_{3}\longrightarrow [Ag(NH_{3})_{2}]^{+}+Cl^{-}} }
{\displaystyle \mathrm {2\ [Ag(NH_{3})_{2}]^{+}+S^{2-}\longrightarrow Ag_{2}S+4\ NH_{3}} }